# كريل حاد الجبهة
كريل حاد الجبهة (الاسم العلمي: Thysanopoda acutifrons) هو نوع من المفصليات يتبع جنس كريل مهدب القدم من الفصيلة الكريلية.